# Sokoľany
Sokoľany (in ungherese Abaújszakály) è un comune della Slovacchia facente parte del distretto di Košice-okolie, nella regione di Košice.